# Valter Birsa
Valter Birsa (* 7. srpen 1986, Občina Šempeter-Vrtojba, SFR Jugoslávie) je slovinský fotbalový záložník a reprezentant, v současnosti hráč klubu Cagliari Calcio.

## Přestupy
- z ND Gorica do FC Sochaux za 1 300 000 Euro
- z FC Sochaux do AJ Auxerre za 250 000 Euro (půlroční hostování)
- z FC Sochaux do AJ Auxerre za 1 500 000 Euro
- z AJ Auxerre do Janov CFC zadarmo
- z CFC Janov do AC Milán zadarmo
- z AC Milán do AC ChievoVerona za 1 500 000 Euro
- z AC ChievoVerona do Cagliari Calcio za 2 500 000 Euro

## Statistiky
| Sezóna  | Klub            | Liga    | Liga   | Liga | Ligové poháry | Ligové poháry | Ligové poháry | Kontinentální poháry | Kontinentální poháry | Kontinentální poháry | Celkem | Celkem |
| Sezóna  | Klub            | Soutěž  | Zápasy | Góly | Soutěž        | Zápasy        | Góly          | Soutěž               | Zápasy               | Góly                 | Zápasy | Góly   |
| ------- | --------------- | ------- | ------ | ---- | ------------- | ------------- | ------------- | -------------------- | -------------------- | -------------------- | ------ | ------ |
| 2003/04 | NK Primorje     | 1. SNL  | 1      | 0    | SP            | 0             | 0             | -                    | 0                    | 0                    | 1      | 0      |
| 2004/05 | ND Gorica       | 1. SNL  | 26     | 7    | SP            | 4             | 0             | UEFA                 | 2                    | 0                    | 32     | 7      |
| 2005/06 | ND Gorica       | 1. SNL  | 35     | 19   | SP            | 4             | 0             | LM                   | 2*                   | 1*                   | 41     | 20     |
| 2006/07 | FC Sochaux      | Ligue 1 | 31     | 3    | FP+FLP        | 3+0           | 0             | -                    | 0                    | 0                    | 34     | 3      |
| 2007/08 | FC Sochaux      | Ligue 1 | 22     | 3    | FP+FLP+FS     | 6+0+1         | 1+0+0         | UEFA                 | 2                    | 0                    | 31     | 4      |
| 2008/09 | FC Sochaux      | Ligue 1 | 13     | 2    | FP+FLP        | 1+2           | 0+0           | -                    | 0                    | 0                    | 16     | 2      |
| 2009    | AJ Auxerre      | Ligue 1 | 15     | 1    | FP+FLP        | 1+0           | 0             | -                    | 0                    | 0                    | 16     | 1      |
| 2009/10 | AJ Auxerre      | Ligue 1 | 35     | 3    | FP+FLP        | 4+0           | 0             | -                    | 0                    | 0                    | 39     | 3      |
| 2010/11 | AJ Auxerre      | Ligue 1 | 33     | 5    | FP+FLP        | 0+2           | 0+0           | LM                   | 7*                   | 1*                   | 42     | 6      |
| 2011/12 | Janov CFC       | Serie A | 9      | 0    | IP            | 3             | 2             | -                    | 0                    | 0                    | 12     | 2      |
| 2012/13 | Turín FC        | Serie A | 17     | 2    | IP            | 1             | 0             | -                    | 0                    | 0                    | 18     | 2      |
| 2013/14 | AC Milán        | Serie A | 15     | 2    | IP            | 2             | 0             | LM                   | 4*                   | 0*                   | 21     | 2      |
| 2014/15 | AC ChievoVerona | Serie A | 35     | 0    | IP            | 1             | 0             | -                    | 0                    | 0                    | 35     | 0      |
| 2015/16 | AC ChievoVerona | Serie A | 35     | 6    | IP            | 1             | 0             | -                    | 0                    | 0                    | 36     | 6      |
| 2016/17 | AC ChievoVerona | Serie A | 35     | 7    | IP            | 2             | 0             | -                    | 0                    | 0                    | 37     | 7      |
| 2017/18 | AC ChievoVerona | Serie A | 33     | 3    | IP            | 1             | 0             | -                    | 0                    | 0                    | 34     | 3      |
| 2018/19 | AC ChievoVerona | Serie A | 17     | 2    | IP            | 1             | 0             | -                    | 0                    | 0                    | 18     | 2      |
| 2019    | Cagliari Calcio | Serie A | 12     | 0    | IP            | 1             | 0             | -                    | 0                    | 0                    | 13     | 0      |
| 2019/20 | Cagliari Calcio | Serie A | ?      | ?    | IP            | ?             | ?             | -                    | 0                    | 0                    | ?      | ?      |
| Celkově | Celkově         | Celkově | 401    | 62   | -             | 34            | 4             | -                    | 17                   | 2                    | 452    | 68     |

Poznámky
- i s předkolem.

## Úspěchy

### Klubové
- 2× vítěz slovinské ligy (2004/05, 2005/06)
- 1× vítěz francouzského poháru (2006/07)

### Reprezentační
- 1× na MS (2010)

### Individuální
- 1× slovinský fotbalista roku (2010)[3]